# بطولة الخليج لهوكي الجليد 2012
بطولة الخليج لهوكي الجليد 2012 (بالإنجليزية: 2012 Gulf Ice Hockey Championship) كانت النسخة الثانية من بطولة الخليج لهوكي الجليد. أقيمت البطولة بين 28 مايو و1 يونيو 2012 في أبوظبي، الإمارات العربية المتحدة. فاز منتخب الإمارات العربية المتحدة بالبطولة بعد تغلبه على الكويت في المباراة النهائية، محققًا لقبه الثاني في تاريخ البطولة. بينما حل عمان في المركز الثالث بعد فوزه على البحرين في مباراة الميدالية البرونزية.

## نظرة عامة
بدأت بطولة الخليج لهوكي الجليد 2012 في 28 مايو 2012 في أبوظبي، الإمارات العربية المتحدة، حيث أقيمت المباريات في مدينة زايد الرياضية. عاد منتخب الإمارات العربية المتحدة، بصفته المضيف والبطل الحامل للقب، إلى جانب الكويت وعمان، للمشاركة في النسخة الثانية من البطولة. بينما لم يشارك السعودية، الذي كان قد شارك في بطولة 2010، في هذه النسخة، في حين شارك البحرين لأول مرة في البطولة. تنافست الفرق الأربعة أولاً في دور round robin (الدور التمهيدي)، حيث حدد ترتيبهم التصنيف في الدور نصف النهائي. تصدرت الإمارات العربية المتحدة الترتيب بعد الدور التمهيدي وواجهت البحرين التي حلت في المركز الرابع، بينما واجهت الكويت، التي حلت في المركز الثاني، عمان التي جاءت في المركز الثالث. تقدمت الإمارات العربية المتحدة والكويت إلى المباراة النهائية بعد فوزهما في المباراتين نصف النهائيتين، بينما تقدم الفريقان الخاسران إلى مباراة الميدالية البرونزية. فازت الإمارات العربية المتحدة بالبطولة بعد تغلبها على الكويت بنتيجة 3–1 في المباراة النهائية، محققة لقبها الثاني. بينما حصلت عمان على المركز الثالث بعد فوزها على البحرين بنتيجة 5–1 في مباراة الميدالية البرونزية.

## الدور التمهيدي (Round Robin)
تم تقسيم الفرق الأربعة المشاركة في البطولة إلى مجموعة واحدة تلعب بنظام round robin (الدور التمهيدي)، حيث يواجه كل فريق الفرق الأخرى مرة واحدة. بعد انتهاء هذا الدور، يتم تصنيف الفرق بناءً على نتائجها. يتأهل الفريق الذي يحتل المركز الأول إلى المباراة نصف النهائية ليواجه الفريق الذي حل في المركز الرابع، بينما يواجه الفريق الذي جاء في المركز الثاني الفريق الذي حل في المركز الثالث في المباراة نصف النهائية الثانية.
| 28 مايو 2012 | الكويت | 13 – 2 (4–0, 4–1, 5–1) | البحرين | مدينة زايد الرياضية |

| Game reference | Game reference | Game reference | Game reference | Game reference |
| -------------- | -------------- | -------------- | -------------- | -------------- |

| 28 مايو 2012 | الإمارات العربية المتحدة | 8 – 1 (4–0, 1–1, 3–0) | عمان | مدينة زايد الرياضية |

| Game reference | Game reference | Game reference | Game reference | Game reference |
| -------------- | -------------- | -------------- | -------------- | -------------- |

| 29 مايو 2012 | الكويت | 11 – 0 (4–0, 2–0, 5–0) | عمان | مدينة زايد الرياضية |

| Game reference | Game reference | Game reference | Game reference | Game reference |
| -------------- | -------------- | -------------- | -------------- | -------------- |

| 29 مايو 2012 | الإمارات العربية المتحدة | 16 – 0 (6–0, 3–0, 7–0) | البحرين | مدينة زايد الرياضية |

| Game reference | Game reference | Game reference | Game reference | Game reference |
| -------------- | -------------- | -------------- | -------------- | -------------- |

| 30 مايو 2012 | البحرين | 5 – 10 (2–2, 3–6, 0–2) | عمان | مدينة زايد الرياضية |

| Game reference | Game reference | Game reference | Game reference | Game reference |
| -------------- | -------------- | -------------- | -------------- | -------------- |

| 30 مايو 2012 | الإمارات العربية المتحدة | 3 – 2 GWS (0–1, 2–1, 0–0) (OT: 0–0) (SO: 1–0) | الكويت | مدينة زايد الرياضية |

| Game reference | Game reference | Game reference | Game reference | Game reference |
| -------------- | -------------- | -------------- | -------------- | -------------- |

## مرحلة خروج المغلوب

### الشبكة
|  | نصف النهائي              | نصف النهائي |   |         | النهائيات                | النهائيات |  |
|  |                          |             |   |         |                          |           |  |
|  | 31 مايو                  |             |   |         |                          |           |  |
|  | الكويت                   | 11          |   |         |                          |           |  |
|  | عمان                     | 1           |   |         |                          |           |  |
|  |                          |             |   |         |                          |           |  |
|  |                          |             |   |         | 1 يونيو                  |           |  |
|  |                          |             |   |         | الإمارات العربية المتحدة | 3         |  |
|  |                          | الكويت      | 1 |         |                          |           |  |
|  |                          |             |   |         |                          |           |  |
|  |                          |             |   |         |                          |           |  |
|  |                          |             |   |         | المركز الثالث            |           |  |
|  | 31 مايو                  | 31 مايو     |   | 1 يونيو | 1 يونيو                  |           |  |
|  | الإمارات العربية المتحدة | 12          |   | عمان    | 5                        |           |  |
|  | البحرين                  | 0           |   |         | البحرين                  | 1         |  |

### نصف النهائي
| 31 مايو 2012 | الكويت | 11 – 1 (5–1, 5–0, 1–0) | عمان | مدينة زايد الرياضية |

| Game reference | Game reference | Game reference | Game reference | Game reference |
| -------------- | -------------- | -------------- | -------------- | -------------- |

| 31 مايو 2012 | الإمارات العربية المتحدة | 12 – 0 (4–0, 5–0, 2–0) | البحرين | مدينة زايد الرياضية |

| Game reference | Game reference | Game reference | Game reference | Game reference |
| -------------- | -------------- | -------------- | -------------- | -------------- |

### مباراة الميدالية البرونزية
| 1 يونيو 2012 | عمان | 5 – 1 | البحرين | مدينة زايد الرياضية |

| Game reference | Game reference | Game reference | Game reference | Game reference |
| -------------- | -------------- | -------------- | -------------- | -------------- |

### مباراة الميدالية الذهبية
| 1 يونيو 2012 | الإمارات العربية المتحدة | 3 – 1 (1–0, 1–1, 1–0) | الكويت | مدينة زايد الرياضية |

| Game reference | Game reference | Game reference | Game reference | Game reference |
| -------------- | -------------- | -------------- | -------------- | -------------- |